# Římskokatolická farnost Radobytce
Římskokatolická farnost Radobytce (latinsky Radobicium) je zaniklé územní společenství římských katolíků v Radobytcích a okolí. Organizačně spadá do vikariátu Písek, který je jedním z deseti vikariátů českobudějovické diecéze.

## Historie farnosti
Zdejší plebánie existovala již v roce 1360, matriky jsou vedeny od roku 1669. K 1. lednu 2020 se farnost Mirotice stala právním nástupcem radobytecké farnosti.

## Kostely a kaple na území farnosti
| Kostel (kaple)                | Místo                        | Bohoslužby | Bohoslužby | Poznámka     |
| ----------------------------- | ---------------------------- | ---------- | ---------- | ------------ |
| kostel sv. Ondřeje            | Radobytce                    | neděle     | 8.00       | farní kostel |
| kaple Nanebevzetí Panny Marie | Bořice                       |            |            |              |
| kaple sv. Jana Nepomuckého    | Dolní Ostrovec               |            |            |              |
| kaple                         | Horní Ostrovec               |            |            |              |
| kaple                         | Jarotice                     |            |            |              |
| kaple                         | Kožlí u Čížové               |            |            |              |
| kaple                         | Malčice                      |            |            |              |
| kaple                         | Obora u Cerhonic – Nový Dvůr |            |            |              |
| kaple sv. Václava             | Obora u Radobytec            |            |            |              |
| kaple                         | Podolí II                    |            |            |              |
| kaple Zjevení Páně            | Strážovice                   |            |            |              |

## Ustanovení ve farnosti
Ve farnosti působil P. Jan Krejsa, administrátorem excurrendo byl od roku 2009 Mgr. Ludvík František Hemala CFSsS, farní vikář písecké farnosti. Působili zde také dva trvalí jáhnové, Bc. Jiří Kabíček z Nové Vsi a Josef Košatka z Ostrovce.